# Sandur
Sandur è una suddivisione dell'India, classificata come town panchayat, di 27.601 abitanti, situata nel distretto di Bellary, nello stato federato del Karnataka. In base al numero di abitanti la città rientra nella classe III (da 20.000 a 49.999 persone).

## Geografia fisica
La città è situata a 15° 5' 60 N e 76° 32' 60 E e ha un'altitudine di 564 m s.l.m..

## Società

### Evoluzione demografica
Al censimento del 2001 la popolazione di Sandur assommava a 27.601 persone, delle quali 14.440 maschi e 13.161 femmine. I bambini di età inferiore o uguale ai sei anni assommavano a 3.509, dei quali 1.854 maschi e 1.655 femmine. Infine, coloro che erano in grado di saper almeno leggere e scrivere erano 17.091, dei quali 8.989 maschi e 8.102 femmine.